# Tor soro
Tor soro és una espècie de peix cipriniforme de la família dels ciprínids.

## Morfologia
Els mascles poden assolir els 100 cm de longitud total.

## Distribució geogràfica
Es troba a Indonèsia, Malàisia, Myanmar, Tailàndia i Indoxina.